# Dolenji Maharovec
Dolenji Maharovec je naselje v Občini Šentjernej.